# Sent Pantalion de l'Archa
Sent Pantaleon de L'Archa (en francès Saint-Pantaléon-de-Larche) és un municipi francès situat al departament de la Corresa i a la regió de la Nova Aquitània.

## Demografia
| 1962                                       | 1968  | 1975  | 1982  | 1990  | 1999  | 2007  |
| ------------------------------------------ | ----- | ----- | ----- | ----- | ----- | ----- |
| 1.336                                      | 1.729 | 2.406 | 3.019 | 3.478 | 3.774 | 4.507 |
| Des de 1962: població sense dobles comptes |       |       |       |       |       |       |

## Administració
| Període   | Identitat            | Partit           |
| --------- | -------------------- | ---------------- |
| 1951-1959 | Clément Pascal       |                  |
| 1959-1977 | François Delbary     |                  |
| 1977-2001 | Georges Auger        | PRG, després RPR |
| 2001-     | Jean-Jacques Delpech | UMP              |